# 大内寛文
大内 寛文（おおうち ひろふみ、1966年11月17日 - ）は、日本の元ラグビー選手で、現在は住職。また、龍谷大学ラグビー部元監督。

## プロフィール
- 広島県出身。
- ポジションはフランカー(FL)。
- 日本代表キャップは5。
- 東芝ブレイブルーパス東京に所属する大内真は息子。[1]

## 来歴
広島県竹原市に所在する浄土真宗本願寺派 日照山 長善寺が実家。
竹原高校を経て、リコーに進む。1990年10月27日に行われた韓国戦が日本代表としての初キャップ。以後通算5キャップを獲得した。
1991年、リコーを一旦退職し実家を継ぐために必要な浄土真宗の僧侶の資格を得る目的で、龍谷大学短期大学部に入学し、龍谷大学ラグビー部に入部した。当時の同チームは関西大学リーグのAリーグに上がったばかりの頃だったが、大内の加入が刺激となり、1993年度以降、6年連続で全国大学選手権の出場を果たすことになる。また、大内自身も同部でラグビーを続けるため、1993年に龍谷大学文学部仏教学科に編入学した。
同大学を卒業後、リコーに復帰。1997年に引退した後、家業を継いで、長善寺住職となった。2012年4月からは龍谷大学ラグビー部監督を務める。